# Ligament longitudinal postérieur

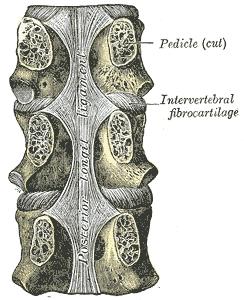
Ligament longitudinal postérieur, dans la région thoracique.

Le ligament longitudinal postérieur (ou ligament vertébral commun postérieur) est une bande fibreuse étroite, verticale, médiane, prolongeant la membrane tectoriale, tendue depuis la face postérieure du corps de l'axis jusqu'au coccyx. Il forme une jointure fibreuse de la colonne vertébrale.

## Description
Le ligament longitudinal postérieur est situé dans le canal vertébral.
Il démarre au niveau de la face postérieure du corps vertébral de l'axis, suit une trajectoire verticale et se termine au niveau de la face postérieure du coccyx.
Le ligament est plus épais dans la région thoracique que dans les régions cervicale et lombaire. Dans les régions thoracique et lombaire, il présente une série de dentelures avec des bords concaves intermédiaires.
Le ligament longitudinal postérieur est étroit au niveau des corps vertébraux, où il recouvre les veines basivertébrales, et s'élargit au niveau disques intervertébraux.
Il passe en pont au niveau de la partie moyenne des corps vertébraux et adhère intimement à la face postérieure des disques intervertébraux.
Ce ligament est composé de fibres longitudinales lisses et brillantes, plus denses et plus compactes que celles du ligament longitudinal antérieur. Les fibres sont organisées en couches superficielles occupant l'intervalle entre trois ou quatre vertèbres, et de couches plus profondes qui s'étendent entre des vertèbres adjacentes,.

## Fonction
Le ligament longitudinal postérieur empêche faiblement l'hyperflexion de la colonne vertébrale.
Il limite également la hernie discale vertébrale postérieure.

## Aspect clinique
Le ligament longitudinal postérieur est beaucoup plus étroit que le ligament longitudinal antérieur. Pour cette raison, les hernies discales vertébrales se produisent généralement dans une direction postéro-latérale. Ce ligament peut subir une rupture à la suite d'une hernie discale exclue.
Le ligament longitudinal postérieur contient une plus grande densité de nocicepteurs que la plupart des ligaments et put être à l'origine de douleurs dorsales. Il peut s'ossifier, en particulier au niveau cervical.
Le ligament longitudinal postérieur a une densité élevée de fibres vasomotrices, permettant une augmentation du flux sanguin pour répondre aux dommages au ligament.